# Hypoderma hansbroughii
Hypoderma hansbroughii är en svampart som beskrevs av Darker 1967. Hypoderma hansbroughii ingår i släktet Hypoderma och familjen Rhytismataceae.   Inga underarter finns listade i Catalogue of Life.